# Acer medogense
Acer medogense là một loài thực vật có hoa trong họ Bồ hòn. Loài này được T.Z.Hsu & Z.K.Zhou mô tả khoa học đầu tiên năm 1997.